# Кривошипный пресс
Кривошипный пресс используется для штамповки разнообразных деталей. Это установка, имеющая  кривошипно-ползунный механизм. Движение вращательного привода преобразуется в поступательное движение ползуна, благодаря чему функционирует пресс.
Кривошипные валы производят из термически обработанной стали 40ХНМА, 40ХН и 45. Бывает, что поверхность стали иногда подвергают роликовой накатке или закалке. Все это делается для того, чтобы придать надежность рабочим валовым шейкам и сделать их прочными. Валы пресса вращаются в подшипниках скольжения, из бронзы делают их вкладыши.
Рабочим инструментом данного пресса является штамп (пуансо́н). В своем составе он имеет две части: подвижную (прикрепляется к ползуну устройства) и неподвижную (монтируется к столу). За один оборот шатуном пресса осуществляется полный ход. В этот момент производится штамповка (ползун движется вперед). Усилие пресса создается благодаря крутящему моменту. В свою очередь, крутящий момент становится возможным за счет электропривода. Привод состоит из двигателя, зубчатой понижающей передачи, тормозов, муфты включения и маховика. Электродвигатель вращает маховик, а за счет инерционной силы на кривошипном валу создается крутящий момент. Такой пресс может функционировать как по схеме одиночных ходов (муфта отключается после каждого полного хода), так и в автоматическом режиме (муфта постоянно включена).
Ход ползуна и количество этих ходов, номинальное усилие, габариты стола определяют технологические характеристики кривошипного пресса. Он может быть разной конструкции, каждой осуществляется определенный вид штамповки.
Кривошипный пресс для разных операций листовой и объемной штамповки является устройством общего назначения.
Прессы общего назначения могут быть:
- однокривошипными (простого закрытого/открытого действия);
- двухкривошипными (закрытого/открытого действия).

У открытого кривошипного пресса имеется свободный доступ в штамповое пространство с трех сторон (спереди и бока). Такой пресс может быть наклоняемым и ненаклоняемым.
Наклоняемый пресс имеет вид сборного основания и стоек, выполненных одним целым. Чтобы облегчить процесс удаления отштампованного изделия, стойки можно наклонять. В этом прессе от электродвигателя маховик получает движение с помощью клиноременной передачи. Для изготовления ненаклоняемого кривошипного пресса открытого вида используется литая цельная станина. Привод от электродвигателя в таком прессе происходит за счет клиноременной и зубчатой передач.

## Классификация
Кривошипные прессы для объёмной штамповки:
- горизонтально-ковочные машины,
- холодновысадочные автоматы,
- чеканочные прессы,
- горячештамповочные и специальные прессы.

Кривошипные прессы для листовой штамповки:
- Прессы простого действия — предназначаются для вырубки, гибки, неглубокой вытяжки и имеют один ползун
- Прессы двойного действия — такие прессы имеют два ползуна: наружный, служащий для вырубки и прижима заготовки, и внутренний — для вытяжки.
- Прессы тройного действия — имеют три ползуна. На них выполняют особо сложную вытяжку.